# Ferrovie Shinano
La Ferrovie Shinano (しなの鉄道?, Shinano Tetsudō) è un operatore ferroviario del terzo settore con sede nella città di Ueda, nella prefettura di Nagano. Dopo l'apertura della linea ad alta velocità dell'Hokuriku Shinkansen è stata la prima compagnia ferroviaria a rilevare una linea ferroviaria parallela convenzionale che non era più gestita da un'azienda del gruppo JR.

## Storia
La società è stata fondata il 1° maggio 1996. Il 1º ottobre 1997, in occasione dell'apertura della linea Shinkansen Nagano, la sezione della linea principale Shin'etsu tra Karuizawa e Shinonoi viene trasferita da JR East alla Ferrovie Shinano. La sezione diventa la linea Shinano. Il 14 marzo 2015, è il turno del trasferimento della sezione Nagano - Myōkō-Kōgen della linea principale Shin'etsu, in seguito all'apertura della linea Hokuriku Shinkansen per Kanazawa. Questa sezione diventa la linea Kita-Shinano.

## Linee ferroviarie
La compagnia gestisce due linee ferroviarie nella Prefettura di Nagano con una lunghezza totale di 102,4 km. Queste facevano precedentemente parte della linea principale Shin'etsu e furono cedute da JR East:
- Linea Shinano (しなの鉄道線?): Karuizawa - Shinonoi (65,1 km, 19 stazioni)
- Linea Kita-Shinano (北しなの線?): Nagano - Myōkō-Kōgen (37.3 km, 8 stazioni)

## Materiale rotabile
Nel 2024 la Ferrovie Shinano dispone di 56 treni, suddivisi in due serie.
- Serie 115: 10 treni di tre carrozze ciascuno. Rilevato da JR East quando ha iniziato le operazioni nel 1997, originariamente introdotto dalle Ferrovie Nazionali Giapponesi. Una delle composizioni è stata ridisegnata nel treno turistico Rokumon nel 2014.
- Serie SR1: 13 treni ciascuno con due carrozze. Costruito da J-TREC e messo in circolazione nel 2020.

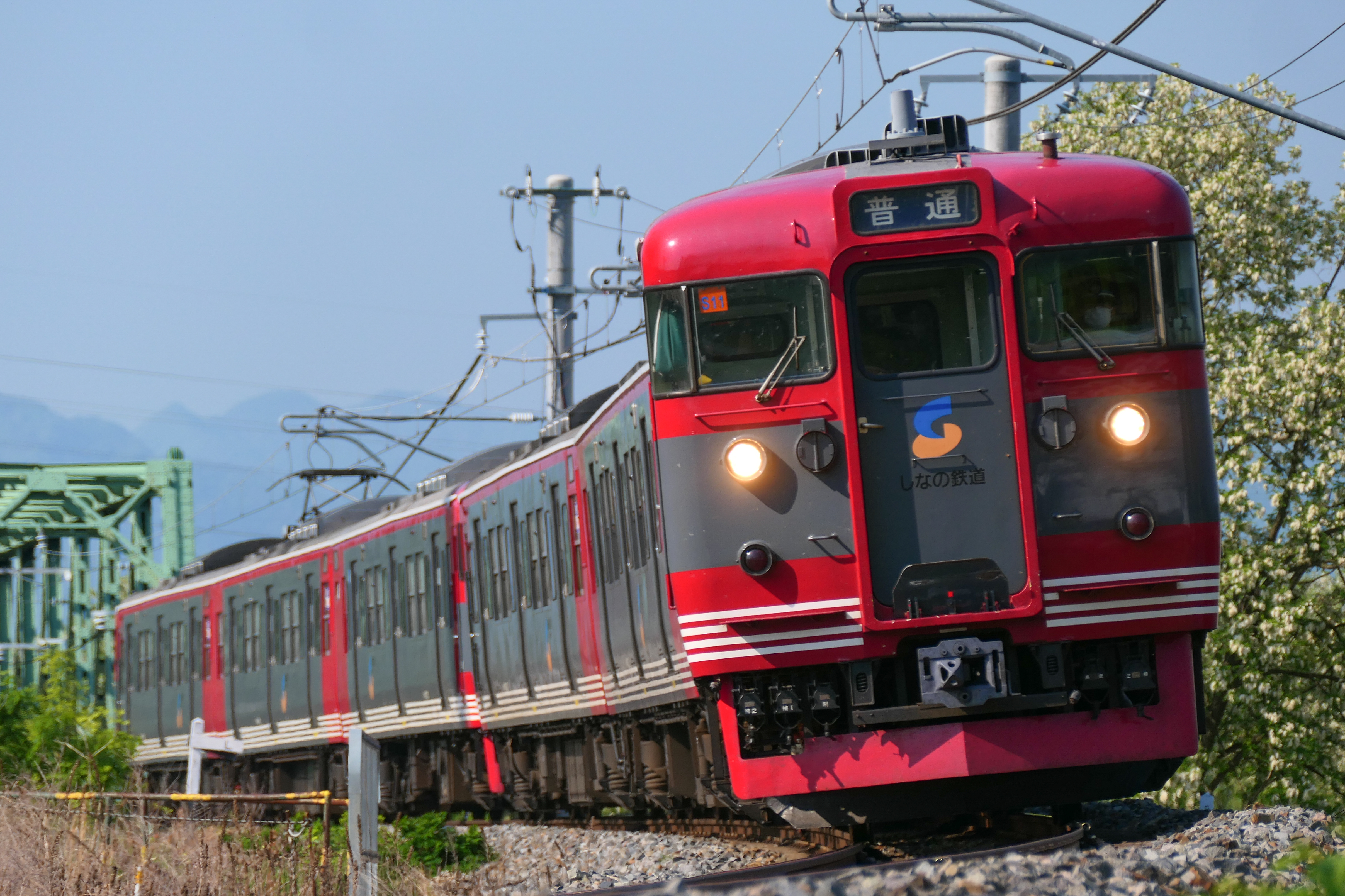
Serie 115
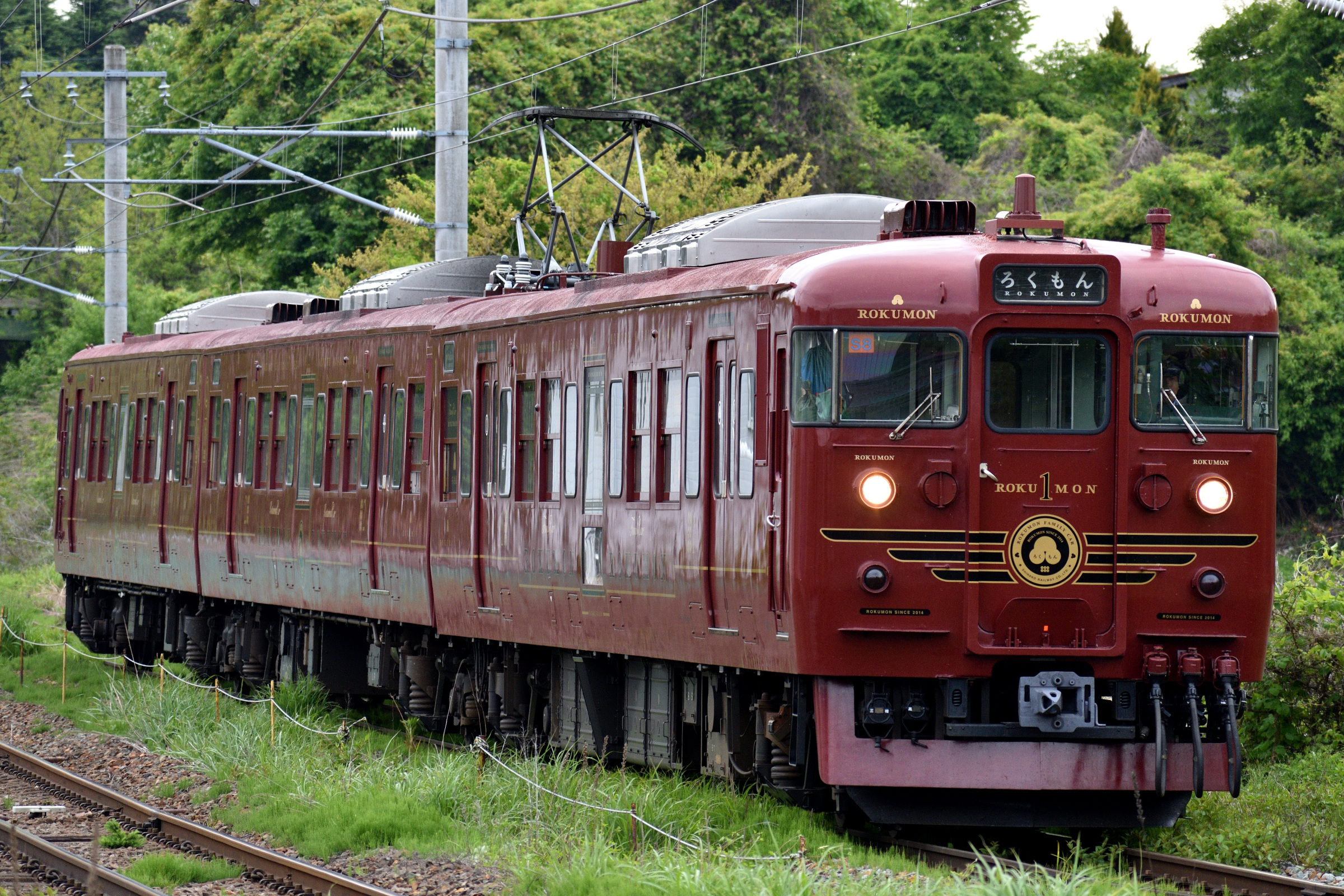
Treno turistico della serie 115 Rokumon
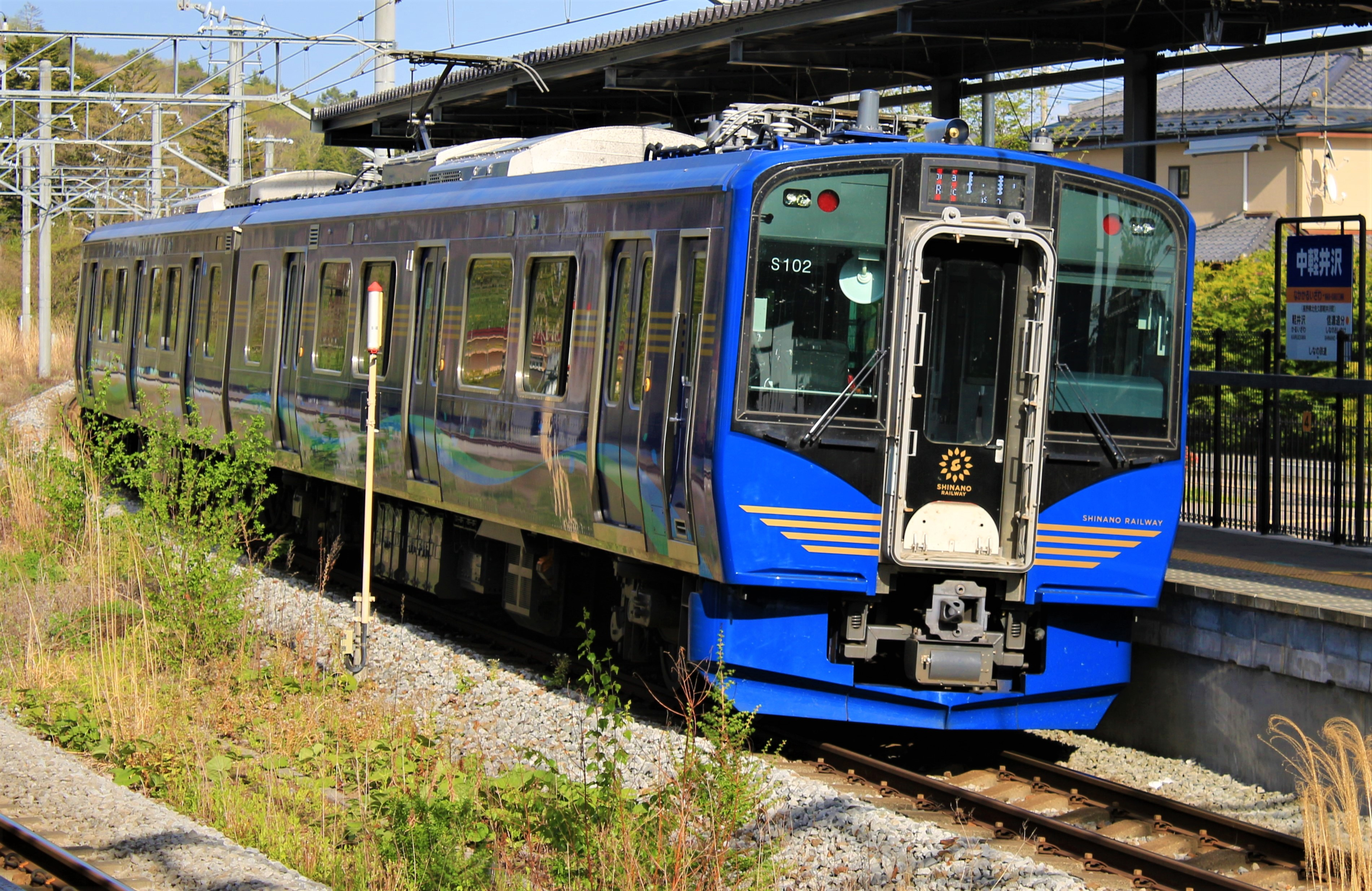
SR1 (treno espresso)
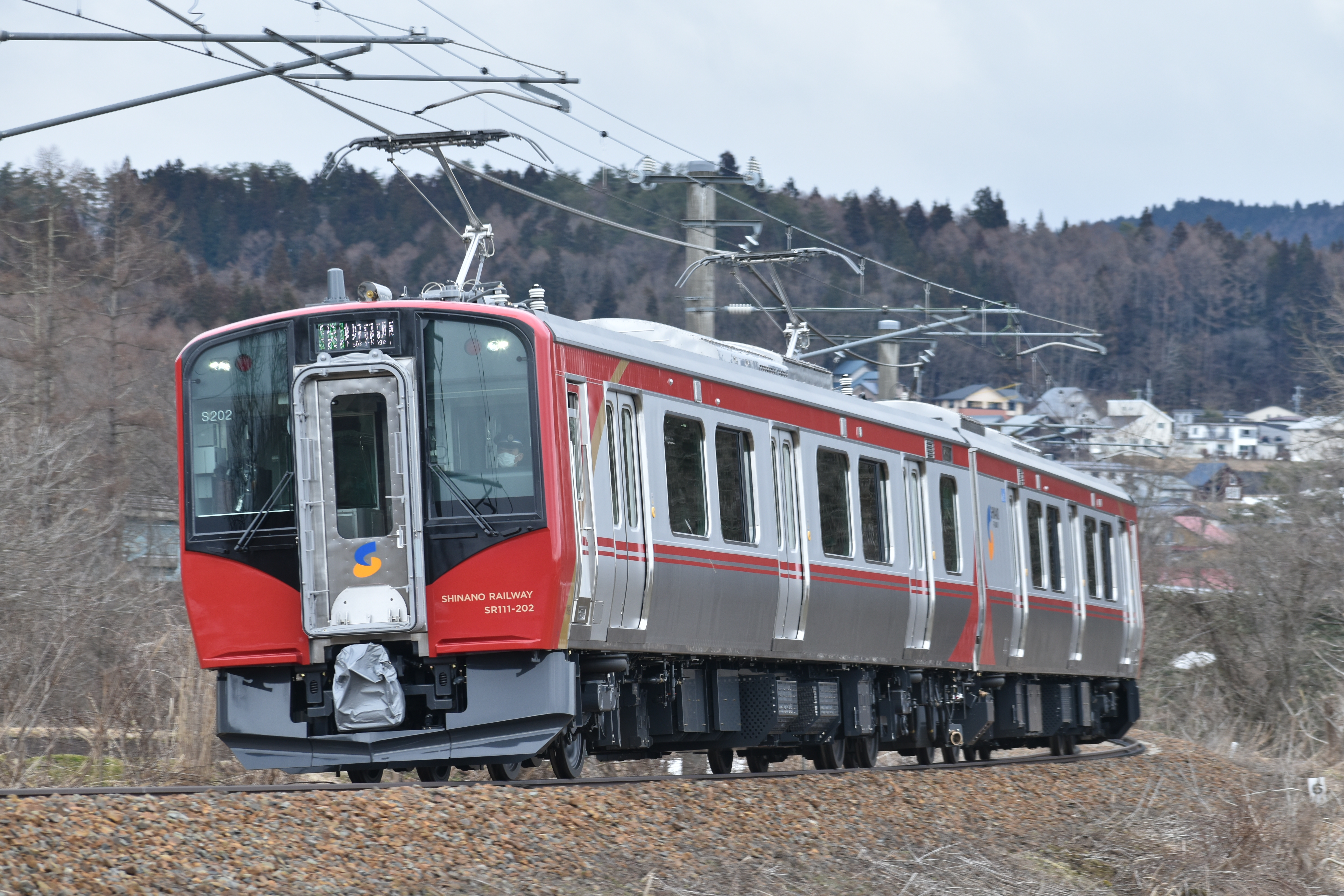
SR1 (treno locale)